# Municipio de Ryan (Kansas)
El municipio de Ryan (en inglés: Ryan Township) es un municipio ubicado en el condado de Sumner en el estado estadounidense de Kansas. En el año 2010 tenía una población de 177 habitantes y una densidad poblacional de 1,92 personas por km².

## Geografía
El municipio de Ryan se encuentra ubicado en las coordenadas 37°15′23″N 97°38′18″O / 37.25639, -97.63833. Según la Oficina del Censo de los Estados Unidos, el municipio tiene una superficie total de 92.08 km², de la cual 92,08 km² corresponden a tierra firme y (0 %) 0 km² es agua.

## Demografía
Según el censo de 2010, había 177 personas residiendo en el municipio de Ryan. La densidad de población era de 1,92 hab./km². De los 177 habitantes, el municipio de Ryan estaba compuesto por el 89,27 % blancos, el 5,65 % eran afroamericanos, el 3,95 % eran de otras razas y el 1,13 % eran de una mezcla de razas. Del total de la población el 2,26 % eran hispanos o latinos de cualquier raza.